# Fernmeldehoheit
Die Fernmeldehoheit bezeichnet die Legitimation, Fernmeldeanlagen zu betreiben oder ihr Betreiben zu legitimieren. Die Fernmeldehoheit liegt in den meisten Ländern heutzutage beim Staat. Die Staaten regeln über Lizenzen, wer welche Dienstleistung im Bereich der Telekommunikation anbieten darf.

## Deutschland
In der Bundesrepublik Deutschland ist die Fernmeldehoheit durch das Grundgesetz geregelt. Darin heißt es: 

„ (1) Der Bund hat die ausschließliche Gesetzgebung über: [...]

7.  das Postwesen und die Telekommunikation; [...]“

Aufgrund des Postverwaltungsgesetzes vom 24. Juli 1953, geändert durch das Poststrukturgesetz 1998 und das Telekommunikationsgesetz (TKG), übt die Bundesnetzagentur die Fernmeldehoheit in der Bundesrepublik Deutschland aus. Sie vergibt im Rahmen der Fernmeldehoheit auch die Lizenzen für Telekommunikationsunternehmen.
Aktuelle Regelung im Telekommunikationsgesetz:

„Die Regulierung der Telekommunikation ist eine hoheitliche Aufgabe des Bundes.“

## Österreich
In Österreich hat die Fernmeldehoheit ebenfalls Verfassungsrang. Sie wird in der Bundesverfassung geregelt. 

„(1) Bundessache ist die Gesetzgebung und die Vollziehung in folgenden Angelegenheiten: ...

9.	... Post- und Fernmeldewesen; ...“

In Österreich ist die Kommunikationsbehörde Austria für die Regulierung des Telekommunikationsmarktes zuständig und hat damit auch die Fernmeldehoheit. Grundlage ist das Telekommunikationsgesetz.